# Domenico Criscito
Domenico Criscito (Cercola, 30. prosinca 1986.) bivši je talijanski nogometaš koji je igrao na poziciji lijevog beka.